# Steppe de Koulounda
La steppe de Koulounda (en russe : Кулундинская степь, Kouloundinskaïa step) ou plaine de Koulounda est une plaine de la fédération de Russie, qui s'étend sur 100 000 km2 en Sibérie occidentale, entre l'Ob, l'Irtych et le Kazakhstan. Au sud-ouest, elle touche aux contreforts de l'Altaï et au nord à la steppe de Baraba.
Elle a une altitude de 100-120 m en son centre et de 200-250 m, au sud et à l'est, où elle donne sur le plateau de l'Ob intérieur. Au centre de la steppe, on trouve de grands lacs, comme le lac de Koulounda et le lac de Koutchouk, qui comportent du sel de Glauber (sulfate de sodium), ou le lac de Petoukhovskoïé (avec une forte teneur de carbonate de sodium).
Son climat est purement continental, avec une moyenne de −17 °C à −19 °C en janvier et de +19 °C à +22 °C en juillet, et une pluviométrie de 250 à 350 mm par an. La steppe est fouettée par les vents en hiver et pendant les entre-saisons, la température varie brusquement.
La plaine de Koulounda est une région agricole importante pour la Sibérie occidentale. On y cultive le blé de manière intensive. Au nord-ouest, la terre est noire de type tchernoziom. On y trouve des bouleaux et des conifères, ainsi que des châtaigniers au sud et à l'ouest. Ailleurs de vastes étendues typiques de la steppe russe défilent à perte de vue.
Au nord-ouest de la steppe, se trouve le raïon d'Halbstadt, peuplé de descendants d'Allemands.

## Sources de traduction
- (de) Cet article est partiellement ou en totalité issu de l’article de Wikipédia en allemand intitulé « Kulundasteppe » (voir la liste des auteurs).

- (ru) Cet article est partiellement ou en totalité issu de l’article de Wikipédia en russe intitulé « Кулундинская равнина » (voir la liste des auteurs).